# Donald cuistot
Série Donald Duck
Pour plus de détails, voir Fiche technique et Distribution.
Donald cuistot (Chef Donald) est un court métrage d'animation américain des studios Disney avec Donald Duck, sorti le 5 décembre 1941.

## Synopsis
Donald écoute un programme de cuisine radio et mélange un lot de gaufres, mais il est distrait et utilise du ciment en caoutchouc au lieu de la poudre à pâte. La pâte s'avère exceptionnellement raide. D'abord, sa cuillère se coince et la pâte agit comme un avion en caoutchouc, faisant voler le bol autour de la pièce.
Ensuite, Donald tombe la tête dans la pâte, il essaie de sortir mais au début il ne peut pas (avec des charlatans en colère et beaucoup de bulles qui éclatent), et sa queue dans le gaufrier. Puis il essaie de le couper avec une hache, et la hache s'envole et divise la pièce en deux.
Enfin, il jette le bol par la porte; il colle au bouton pendant que le bol se coince entre deux arbres. L'étirement provoque une branche à frapper à la porte, trompant Donald en l'ouvrant, et en laissant la pâte rentrer. Après plusieurs tentatives, il en a assez et se précipite au studio de radio où le programme de cuisine est diffusé, et prend sa colère contre la vieille mère Colvert.
Alors qu'il s'approche du studio de télévision, la radio tremble et vacille montrant que Donald attaque violemment la vieille mère Colvert.

## Fiche technique
- Titre : Donald cuistot
- Titre original : Chef Donald
- Série : Donald Duck
- Réalisation : Jack King
- Scénario : Carl Barks, Jack Hannah
- Animation : Paul Allen, Jim Armstrong, Ed Love, Judge Whitaker
- Musique :
- Production : Walt Disney
- Société de production : Walt Disney Productions
- Société de distribution : RKO Radio Pictures
- Format : Couleur (Technicolor) - 1,37:1 - Son mono (RCA Sound System)
- Durée : 8 min
- Langue : Anglais
- Pays :  États-Unis
- Dates de sortie :  États-Unis : 5 décembre 1941[1]

## Voix originales
- Clarence Nash : Donald Duck
- Sarah Selby : la vieille mère Colvert

## Voix françaises
- Sylvain Caruso : Donald Duck
- Anne Rochant : la vieille mère Colvert

## Commentaires
John Grant présente Donald cuistot comme un chef-d'œuvre de Jack King, alors au sommet de sa gloire, en raison de « sa simplicité et de son côté hilarant ».
La fin du film où Donald se trouve englué par la pâte à gaufres est un clin d'œil - également musical - à Pinocchio (1940).

## Titre en différentes langues
D'après IMDb :
- Argentine : Donald chef
- Suède : Kalle Anka gräddar våfflor, Kalle Anka som mästerkock

## Sorties DVD
- Les Trésors de Walt Disney : Donald de A à Z, 1re partie (1934-1941).